# Rattus simalurensis
Rattus simalurensis és una espècie de mamífer rosegador de la família dels múrids. És endèmica d'Indonèsia. El seu nom específic, simalurensis, significa ‘de Simalur’ en llatí.